# Clear Lake (Washington)
Clear Lake is een plaats (census-designated place) in de Amerikaanse staat Washington, en valt bestuurlijk gezien onder Skagit County.

## Demografie
Bij de volkstelling in 2000 werd het aantal inwoners vastgesteld op 942.

## Geografie
Volgens het United States Census Bureau beslaat de plaats een oppervlakte van 5,8 km², waarvan 5,0 km² land en 0,8 km² water.

## Plaatsen in de nabije omgeving
De onderstaande figuur toont nabijgelegen plaatsen in een straal van 16 km rond Clear Lake.